# Wasendorf

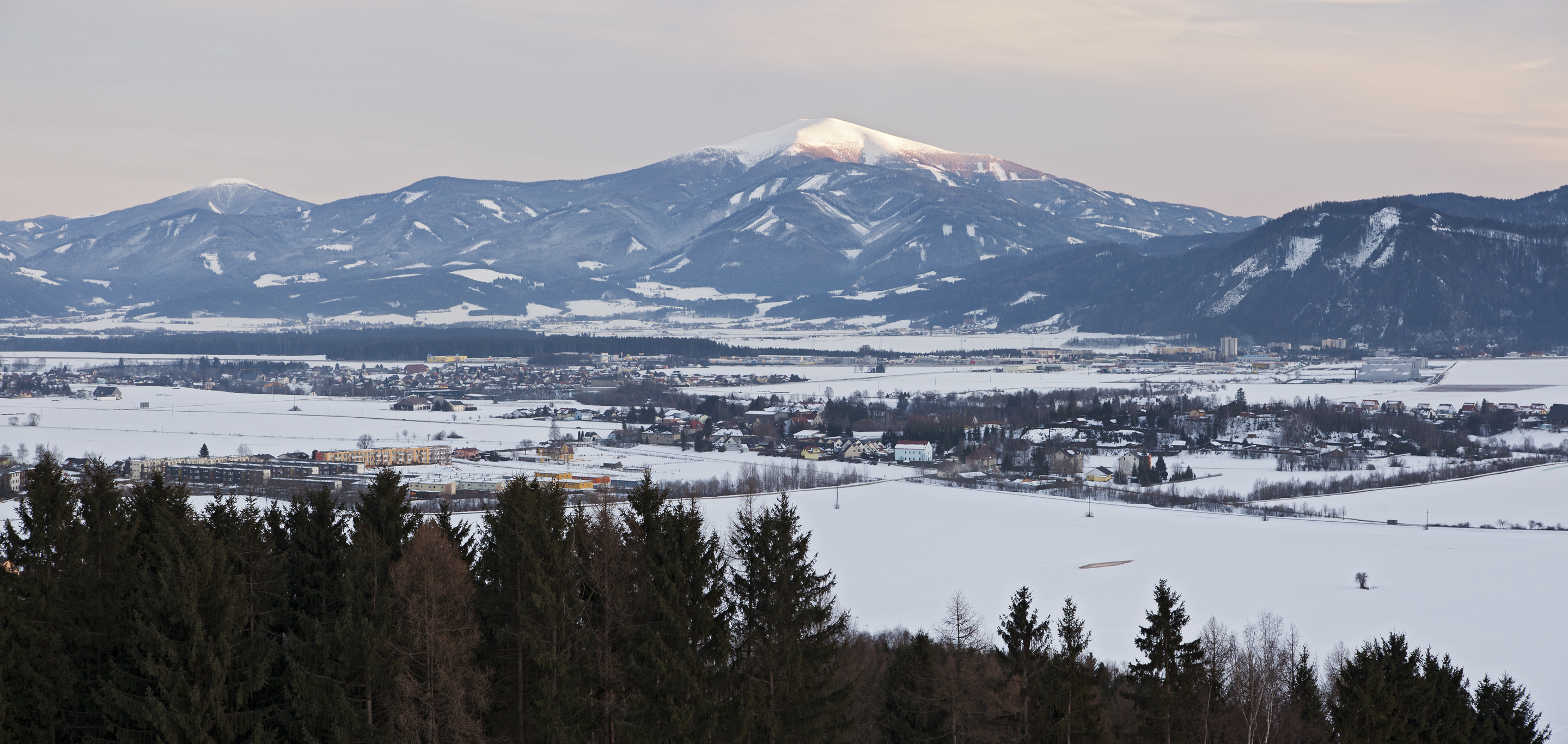
Fohnsdorf mit den Ortsteilen Hetzendorf und Wasendorf.

Wasendorf ist eine Ortschaft der Gemeinde Fohnsdorf. Sie liegt im politischen Bezirk Murtal sowie im Gerichtsbezirk Judenburg in der Obersteiermark und befindet sich im Aichfeld.

## Geschichte
Das früheste Schriftzeugnis ist von 1172 und lautet „Weissendorf“. Der Name geht auf den althochdeutschen Personennamen Wiso zurück.

## Geographie

### Geographische Lage
Wasendorf liegt im Aichfeld, einem Becken im obersteirischen Murtal im Südwesten der Gemeinde Fohnsdorf.

### Nachbarorte
| Kumpitz   | Dietersdorf                                 | Fohnsdorf  |
| Judenburg | Kompassrose, die auf Nachbargemeinden zeigt | Hetzendorf |
| Judenburg | Judenburg                                   | Hetzendorf |

### Berge und Gewässer
Der Pölsbach – das größte Fließgewässer der Gemeinde Fohnsdorf fließt durch Wasendorf, bevor er durch Hetzendorf und Aichdorf fließt und in Zeltweg in die Mur mündet.

## Wirtschaft und Infrastruktur

### Verkehr
Die Linien 3 (Knittelfeld–Fohnsdorf) und 2 (Judenburg–Fohnsdorf) des Regionalbusses Aichfeld verkehren in Wasendorf.